# Grigorij Tchor
Grigorij Iłłarionowicz Tchor (ros. Григорий Илларионович Тхор; ur. 15 września?/28 września 1903 we wsi Podlipnoje, obecnie w rejonie konotopskim w obwodzie sumskim, zm. w styczniu 1943 we Flossenbürgu) – radziecki generał-major lotnictwa, nagrodzony pośmiertnie tytułem Bohatera Związku Radzieckiego (1991).

## Życiorys
Urodził się w ukraińskiej rodzinie robotniczej. W 1914 skończył szkołę, później pracował m.in. jako telegrafista w Konotopie, w 1918 jako partyzant brał udział w walce z niemieckimi interwentami.
Od 1923 służył w Armii Czerwonej, w 1924 ukończył szkołę piechoty w Sumach i został starszyną kompanii w 7. pułku piechoty w obwodzie odeskim, w 1929 ukończył zjednoczoną szkołę wojskową im. WCIK w Moskwie i następnie aeroklub. W 1929 został dowódcą plutonu i kompanii w 95 Dywizji Strzelców w Leninakanie (obecnie Giumri), później był redaktorem dywizyjnej gazety, w 1931 przeniesiono go do Sił Powietrznych, od 1932 służył w 9 Brygadzie Lotnictwa Bombowego w Smoleńsku, w 1934 ukończył szkołę dowódców kluczy w Borisoglebsku i w 1935 został dowódcą klucza eskadry w Monino. Brał udział w wojnie domowej w Hiszpanii jako dowódca 32. pułku lotnictwa bombowego (1936–1939) i w bitwie nad rzeką Chałchin-Goł w 1939, po czym został wojskowym i lotniczym attaché i głównym doradcą wojskowym ds. lotnictwa w Chinach. 4 sierpnia 1939 otrzymał stopień kombriga, a 4 czerwca 1940 generała majora lotnictwa. W 1940 ukończył kursy doskonalenia kadry dowódczej przy Akademii Sztabu Generalnego.
Od czerwca 1941 uczestniczył w wojnie z Niemcami jako zastępca dowódcy 62. Dywizji Lotnictwa Bombowego Sił Powietrznych 5 Armii w składzie Frontu Południowo-Zachodniego, biorąc udział w walkach obronnych na Ukrainie. Podczas walk k. Pyriatyna w obwodzie połtawskim 23 września 1941 został ranny, następnie wzięty do niewoli, a po odmowie współpracy z Niemcami osadzony w obozie jenieckim w Hammelburgu, gdzie stanął na czele konspiracyjnej organizacji jeńców-oficerów. Prowadził pracę agitacyjno-propagandową wśród jeńców i przygotowywał masową ucieczkę z obozu, w związku z czym został przewieziony przez Niemców do więzienia Gestapo w Norymberdze, następnie do obozu Flossenbürg, gdzie w styczniu 1943 został rozstrzelany.

## Odznaczenia
- Złota Gwiazda Bohatera Związku Radzieckiego (pośmiertnie, 26 czerwca 1991)
- Order Lenina (dwukrotnie, 22 lutego 1939 i pośmiertnie 26 czerwca 1991)
- Order Czerwonego Sztandaru (trzykrotnie, 2 stycznia 1937, 4 lipca 1937 i 14 listopada 1938)
- Order „Znak Honoru” (25 maja 1936)